# Laura Lepistö

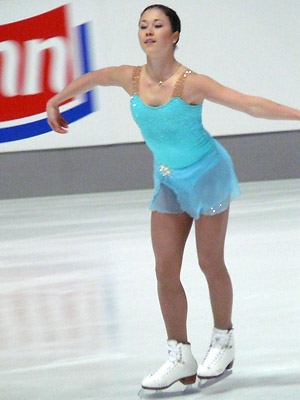
Laura Lepistö in actie tijdens de Nebelhorn Trophy

Laura Lepistö (Espoo, 25 april 1988) is een Finse kunstschaatsster.
Ze traint bij Virpi Horttana en haar choreografen zijn Maria McLean en Miia Nirhamo.
In het seizoen 2004/05 werd ze nationaal kampioene bij de junioren. In het seizoen 2007/08 werd ze nationaal kampioene bij de senioren en won ze dat seizoen bij haar debuut op het EK van 2008 de bronzen medaille achter Carolina Kostner en Sarah Meier. Bij haar debuut op het WK van 2008 werd ze achtste, en derde Europese na Kostner en Meier. In 2009 zette ze haar succes voort. Op het NK werd ze tweede. Ze verbeterde op het EK van 2009 haar prestatie van 2008, in de Hartwall Areena in Helsinki werd ze de 30e Europees kampioene in het vrouwentoernooi. Het was voor Finland de tweede Europese titel ooit in het kunstschaatsen, in 1995 werd het ijsdanspaar Susanna Rahkamo / Petri Kokko Europees kampioen. Op het WK van 2009 eindigde ze als eerste Europese vrouw op de zesde positie met twee persoonlijke records. In het seizoen 2009/10 werd ze tweede op het EK, eindigde ze als eerste Europese op plaats zes op de Olympische Winterspelen in 2010 en veroverde ze haar eerste medaille bij de wereldkampioenschappen, ze werd derde achter Mao Asada en Kim Yu-na.

## Persoonlijke records
| records             | punten | datum      | toernooi |
| ------------------- | ------ | ---------- | -------- |
| Hoogste totaalscore | 187.97 | 25-02-2010 | OS       |
| Hoogste korte kür   | 64.30  | 26-03-2010 | WK       |
| Hoogste lange kür   | 126.61 | 25-02-2010 | OS       |

## Belangrijke resultaten
| Kampioenschap           | 04/05 | 05/06 | 06/07  | 07/08 | 08/09  | 09/10  |
| ----------------------- | ----- | ----- | ------ | ----- | ------ | ------ |
| Olympische Spelen       |       |       |        |       |        | 6e     |
| Wereldkampioenschap     |       |       |        | 8e    | 6e     | Brons  |
| Europees kampioenschap  |       |       |        | Brons | Goud   | Zilver |
| Nationaal kampioenschap |       | 4e    | Zilver | Goud  | Zilver |        |
| WK junioren             |       | 9e    | 7e     |       |        |        |
| NK Junioren             | Goud  |       |        |       |        |        |